# Turzovka
Turzovka (bis 1927 auch „Kysuce“; ungarisch Turzófalva – bis 1907 Turzovka, polnisch Turzówka) ist eine Stadt in der nordwestlichen Slowakei.

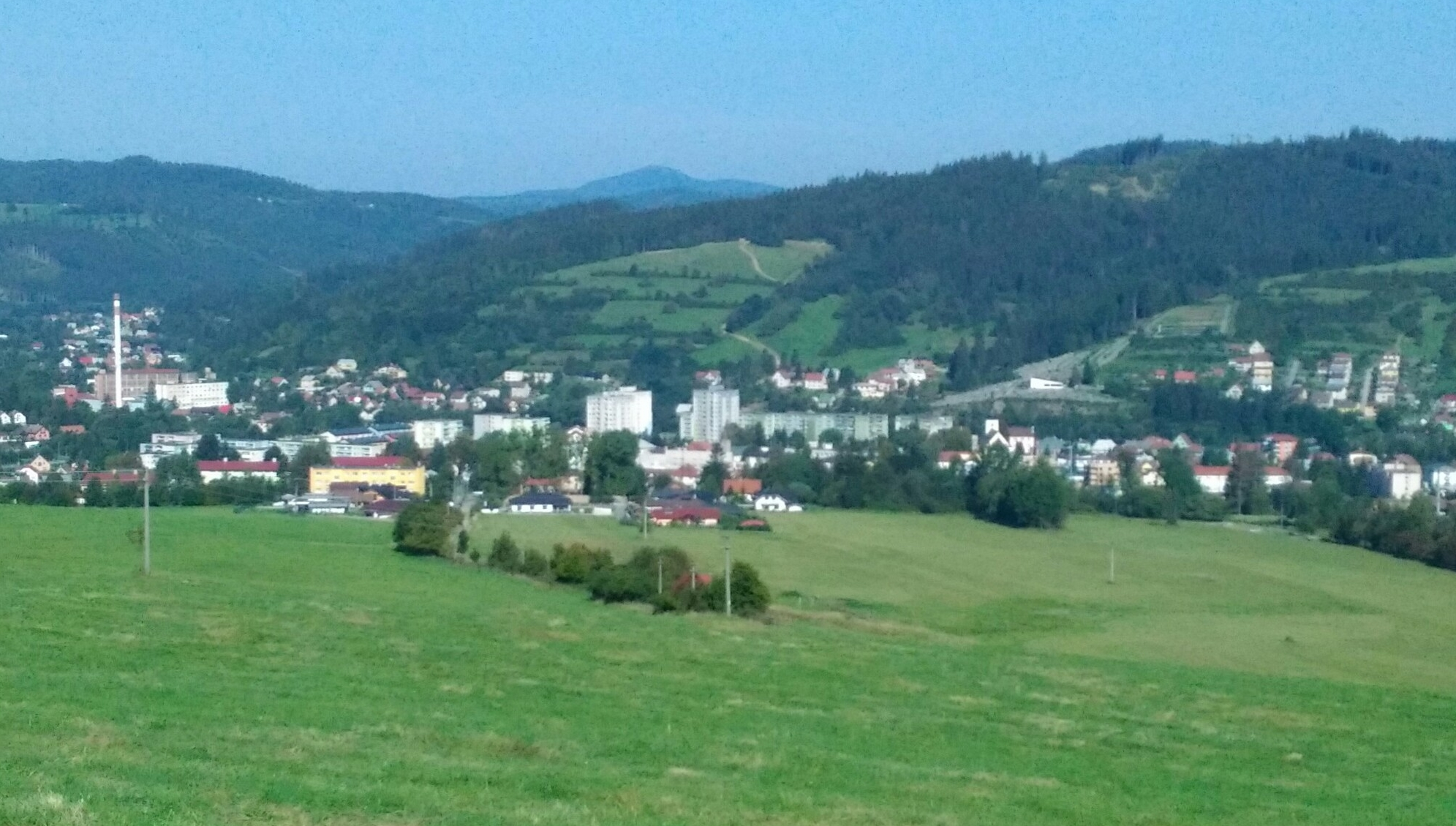
Blick auf die Stadt

## Geographie
Die Stadt befindet sich beiderseits im oberen Verlauf des Flusses Kysuca. Nordwestlich des Zentrums mündet die Predmieranka ein. Südlich der Stadt erhebt sich das Gebirge Javorníky, während sich nördlich das Bergland Turzovská vrchovina befindet, wo die Grenze zu Tschechien verläuft. Das Stadtzentrum liegt auf der Höhe von 471 m n.m., während die umliegende Landschaft etwa 700–800 m liegt. Die Gegend ist stark  mit Fichten-, Buchen- und Tannenbäumen bewaldet. Turzovka befindet sich 14 Kilometer westlich von Čadca und ist etwa 40 Straßenkilometer von der Regionalhauptstadt Žilina entfernt. 
Verwaltungstechnisch gliedert sich die Stadt in folgende sechs Stadtteile:
- Hlinené
- Predmier
- Turkov
- Turzovka - Stred
- Vyšný Koniec
- Závodie

## Geschichte
Die erste schriftliche Erwähnung des Gebietes stammt aus dem Jahr 1580. Das als locum Predmér bezeichnete Gebiet war Teil des Gutes von Groß-Bitsch. Es wurde zu dieser Zeit von den Walachen kolonisiert. Der heutige Name wird zum ersten Mal 1592 erwähnt, der Ort selbst 1598 von Georg Thurzo gegründet. Die ersten Siedler wurden für 12 Jahre von den feudalen Gebühren und einigen Pflichten befreit. Der neue Ort war im Charakter überwiegend landwirtschaftlich, mit stark vertretener Schafzucht. Daneben gab es noch Forstwirtschaft, Flößerei und verschiedene Handwerke.
Nach dem Tod des letzten Mitglieds der Thurzo-Familie gelangte die Herrschaft an die Familie Esterházy. Diese verpachteten über die Jahre den Ort mehrmals, z. B. an die Familie Berény für 7000 Gulden, bevor sie den Ort endgültig zurückkauften. Die erste eigene Pfarrei war evangelisch und wurde 1614 gegründet; eine katholische kam erst 1674 hinzu.
1784 sind 4832 Einwohner in 864 Häusern gemeldet. Im Jahr 1801 sind 5740 Einwohner nachgewiesen. 1850 belief sich die Zahl der Einwohner auf 7780, wovon 150 Juden waren. 1898 wurde die Synagoge erbaut. 1868 wechselte der Ort aus dem Besitz der Esterházys in den Besitz der Familie Popper. 
Bis 1918 lag der Ort im Komitat Trentschin im Königreich Ungarn und kam danach zur neu entstandenen Tschechoslowakei. 1938 gab es 11.030 Einwohner in der ganzen Gemeinde. 
1954 kam es zur Ausgliederung der jetzt selbstständigen Gemeinden Dlhá nad Kysucou, Klokočov und Korňa. Bis zu dieser Zeit war die Gemeinde die größte nicht städtische Gemeinde in der Tschechoslowakei, mit 14.000 Einwohnern. Das Stadtstatut wurde dem Ort zum 1. Januar 1968 verliehen.

## Bevölkerung
| Jahr                | 1994 | 2004    | 2014    | 2024     |
| ------------------- | ---- | ------- | ------- | -------- |
| Anzahl der Personen | 7611 | 7792    | 7660    | 6853     |
| Unterschied         |      | +2,37 % | −1,69 % | −10,53 % |

| Jahr                | 2023 | 2024    |
| ------------------- | ---- | ------- |
| Anzahl der Personen | 6936 | 6853    |
| Unterschied         |      | −1,19 % |

## Verkehr
Die Stadt liegt auf einer Kreuzung verschiedener Landesstraßen: die Landesstraße 487 verbindet den Ort mit Čadca und Makov, während die Landesstraße 484 zur tschechischen Grenze bei Klokočov führt und die Landesstraße 541 eine Verbindung zum Waagtal bei Bytča ist. Die nächstgelegenen Anschlüsse zu den Staatsstraßen befinden sich in Čadca und Makov. Des Weiteren ist der Ort durch einen Bahnhof der Bahnstrecke Čadca–Makov, wo es täglich mehrere Nahverkehrszüge zu beiden Endpunkten gibt, bedient.

## Städtepartnerschaften
- Frýdlant nad Ostravicí, Tschechien
- Kęty, Polen

## Persönlichkeiten
- Berthold Dominik Lippay (1864–1919), Porträtmaler
- Rudolf Jašík (1919–1960), slowakischer Dichter
- Jan Milan Krkoška (1939–2016), slowakischer Bildhauer, lebte in Österreich